# لیسه انقلاب اسلامی
لیسهٔ عالی  انقلاب اسلامی که به اختصار به آن لیسه انقلاب گفته می‌شود یکی از قدیمی‌ترین لیسه‌های شهر هرات است.
لیسه انقلاب مدرسه‌ای دولتی و پسرانه‌است که برخی از شخصیت‌های هرات و افغانستان از جمله احمد شاه مسعود در این مدرسه درس خوانده‌اند.
هم اکنون در این لیسه چندهزار دانش آموز پسر درس می‌خوانند.

## تاریخچه
نام این لیسه در بدو تأسیس به سبب نزدیکی به مزار خواجه علی موفق، لیسه موفق نام گرفت. پس از کودتای ۱۴ ثور داوود خان نام این لیسه به لیسه انقلاب تغییر کرد و پس از پیروزی مجاهدین به لیسه انقلاب اسلامی تغییر نام داد در دوره طالبان نام آن لیسه عمرفاروق بود اما پس از فروپاشی طالبان دوباره به همان نام لیسه انقلاب اسلامی تغییر یافت.

## شعبه ورزشی فرهنگی
این لیسه دارای یک کمیته ورزشی فرهنگی به ریاست قاری محمد اسماعیل قریشی بخش ورزشی فرهنگی این در بخش های برگذاری بازی ها فوتبال ، والیبال ، دوش ، شطرنج ، و برپایی مسابقات میان مکاتب شهر